# Robert Lacey
Robert Lacey (* 3. Januar 1944) ist ein britischer Historiker und Biograph.
Lacey berät die Produzenten der Netflix-Serie The Crown.

## Werke
- 1971: Robert, Earl of Essex; Biografie über Robert Devereux, 2. Earl of Essex

Robert Lacey: Earl of Essex. An Elizabethan Icarus. London 1971, ISBN 0-521-01941-9.
- 1972: Henry VIII
- 1977: Majesty
- 1981: The Kingdom;  Geschichte Saudi-Arabiens von 1979 bis heute
- 1983: Aristocrats
- 1986: Ford; Biografie über Henry Ford
- 1991: Little Man: Meyer Lansky and the Gangster Life; Biografie über Meyer Lansky

Robert Lacey: Meyer Lansky. Der Gangster und sein Amerika. Lübbe, Bergisch Gladbach 1992, ISBN 3-7857-0652-9.
- 1994: Grace; Biografie über Grace Kelly

Robert Lacey: Grace. G. P. Putnam’s Sons, New York 1994, ISBN 0-399-13872-2 (amerikanisches Englisch).
- 2002: The Year 1000: What Life Was Like at the Turn of the First Millennium; zusammen mit Danny Danziger
- 2002: Royal
- 2002: Monarch, Life and Reign of Elizabeth II; Biografie über die englische Königin Elisabeth II.

Robert Lacey: Monarch, Life and Reign of Elizabeth II. Free Press, 2003, ISBN 978-0-7432-3669-0.
- 2003: Great Tales from British History, Volume 1
- 2005: Great Tales from British History, Volume 2
- 2006: Great Tales from British History, Volume 3
- 2009: Inside the Kingdom; Geschichte Saudi-Arabiens von 1979 bis heute.

Robert Lacey: Inside the Kingdom. Arrow, 2010, ISBN 978-0-09-953905-6.
- 2012: A brief life of the Queen